# Mátranovák
Mátranovák är en ort i Ungern.   Den ligger i provinsen Nógrád, i den norra delen av landet, 90 km nordost om huvudstaden Budapest. Mátranovák ligger 237 meter över havet och antalet invånare är 1 972.
Terrängen runt Mátranovák är platt söderut, men norrut är den kuperad. Runt Mátranovák är det ganska tätbefolkat, med 90 invånare per kvadratkilometer. Närmaste större samhälle är Parádsasvár, 13,9 km söder om Mátranovák. Omgivningarna runt Mátranovák är en mosaik av jordbruksmark och naturlig växtlighet.